# Monako na Letnich Igrzyskach Olimpijskich 1928
Monako na Letnich Igrzyskach Olimpijskich 1928 w Amsterdamie reprezentowało 7 zawodników w konkurencjach sportowych oraz 3 zawodników w konkursie sztuki i literatury. Najmłodszym olimpijczykiem był wioślarz Pierre Levesy (19 lat 140 dni), a najstarszym żeglarz Émile Barral (36 lat 313 dni).
Był to drugi trzeci reprezentacji Monako na letnich igrzyskach olimpijskich.

## Olimpijski Konkurs Sztuki i Literatury
- Michel Ravarino – projekty architekturalne, plan miasta
- Marc-César Scotto – kompozycje dla orkiestr
- Auguste Philippe Marocco – malarstwo

## Lekkoatletyka
Mężczyźni
| Konkurencja   | Zawodnik       | Eliminacje | Eliminacje | Półfinały       | Półfinały       | Finał | Finał           |
| Konkurencja   | Zawodnik       | Wynik      | Miejsce    | Wynik           | Miejsce         | Wynik | Miejsce         |
| ------------- | -------------- | ---------- | ---------- | --------------- | --------------- | --- | --------------- |
| Skok w dal    | Gaston Médécin | 6,51 m     | 34.        | → Nie awansował | → Nie awansował | → Nie awansował | → Nie awansował |
| Dziesięciobój | Gaston Médécin |            |            |                 |                 | Bieg na 100 m – 12,0 s Skok w dal – 6,46 m Pchnięcie kulą – 11,67 m Skok wzwyż – 1,50 m Bieg na 400 m – 53,6 s Bieg na 110 m przez płotki – 20,0 s Rzut dyskiem – 30,71 m Skok o tyczce – AC Rzut oszczepem – DNF Bieg na 1500 m – DNF | AC              |

## Wioślarstwo
Mężczyźni
| Konkurencja           | Zawodnik                                                                        | I runda  | I runda | Ćwierćfinały | Ćwierćfinały | Półfinały  | Półfinały  | Finał      | Finał      | I runda repasaży | I runda repasaży | II runda repasaży | II runda repasaży | Półfinały repasaży | Półfinały repasaży | Final repasaży   | Final repasaży   |
| Konkurencja           | Zawodnik                                                                        | Czas     | Miejsce | Czas         | Miejsce      | Czas       | Miejsce    | Czas       | Miejsce    | Czas             | Miejsce          | Czas              | Miejsce           | Czas               | Miejsce            | Czas             | Miejsce          |
| --------------------- | ------------------------------------------------------------------------------- | -------- | ------- | ------------ | ------------ | ---------- | ---------- | ---------- | ---------- | ---------------- | ---------------- | ----------------- | ----------------- | ------------------ | ------------------ | ---------------- | ---------------- |
| Czwórka ze sternikiem | Alexandre Devissi Louis Giobergia Charles Gardetto Émile Gardetto Pierre Levesy | nieznany | 2.      | → Repasaże   | → Repasaże   | → Repasaże | → Repasaże | → Repasaże | → Repasaże | 8:02,40          | 2.               | → Nie awansowali  | → Nie awansowali  | → Nie awansowali   | → Nie awansowali   | → Nie awansowali | → Nie awansowali |

## Żeglarstwo
| Jole 12 stóp | Émile Barral | DQ | AC | DNF | AC | → Nie awansował dalej | → Nie awansował dalej | → Nie awansował dalej | → Nie awansował dalej | → Nie awansował dalej | → Nie awansował dalej | AC |